# Elmtrude di Baviera
Elmtrude di Baviera (nome completo in tedesco Helmtrude Marie Amalie; Monaco di Baviera, 22 marzo 1886 – Frasdorf, 23 giugno 1977) è stata una principessa bavarese.

## Biografia

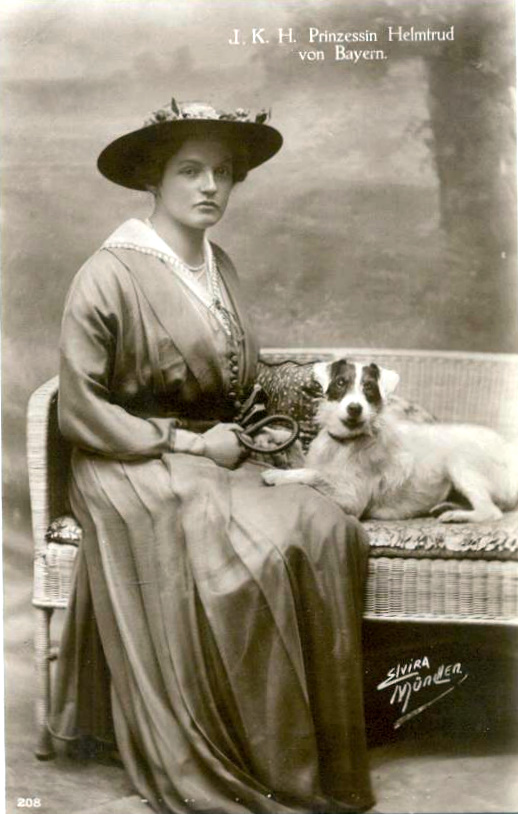
Elmtrude dall'Hofatelier Elvira

Elmtrude Maria Amalia nacque il 22 marzo 1886 ed era l'undicesima figlia di Ludovico III e Maria Teresa Enrichetta d'Austria-Este. Non si sposò mai e visse a lungo nel castello di Wildenwart, dove godeva dell'affetto e della stima dei cittadini ed era spesso vestita in costumi tradizionali. Vi morì all'età di 91 anni, il 23 giugno 1977, e fu tumulata nel cimitero locale.

## Titoli e trattamento

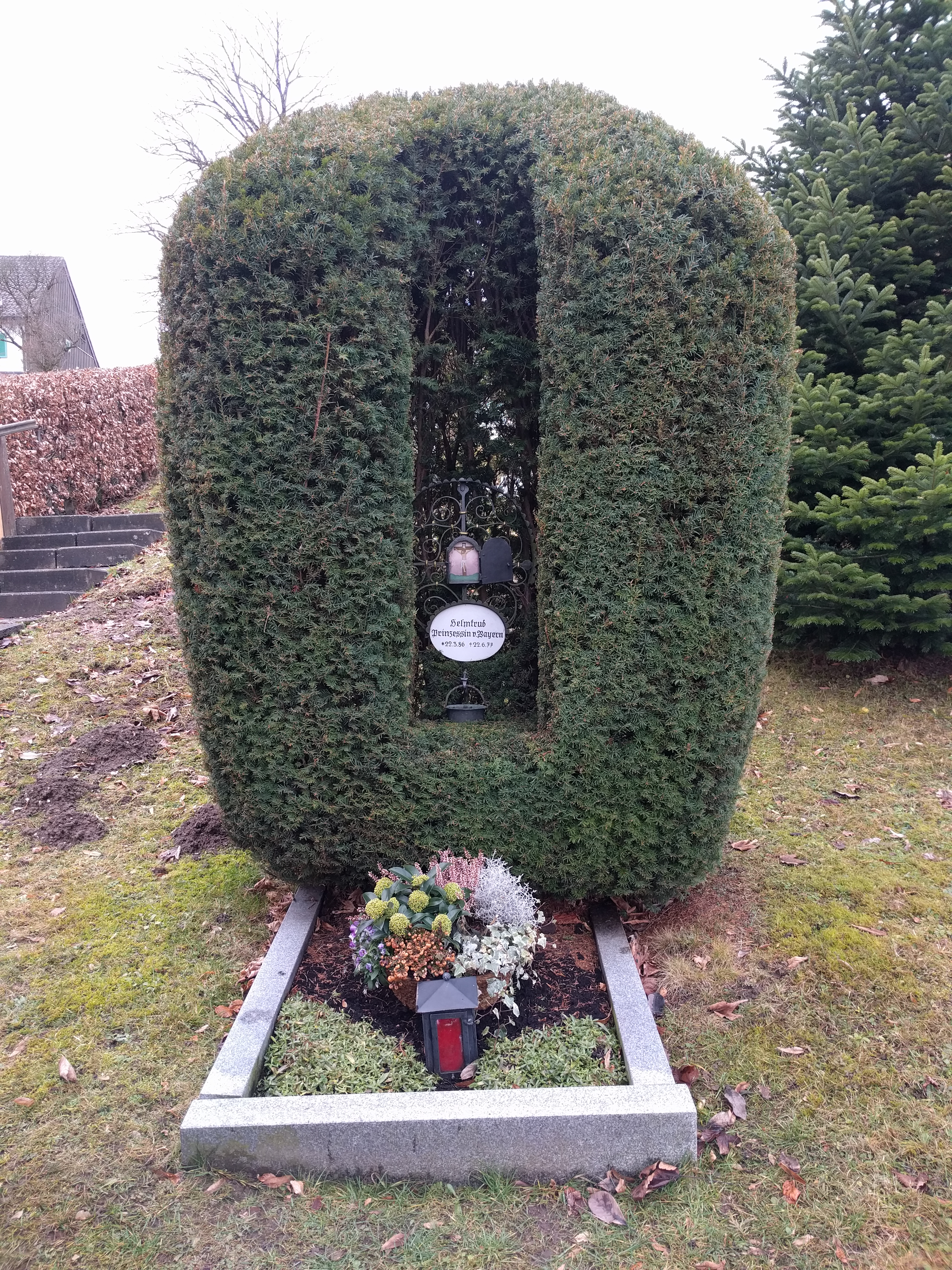
La tomba della principessa Elmtrude

- 22 marzo 1886 - 23 giugno 1977: Sua Altezza Reale, la principessa Elmtrude di Baviera

## Ascendenza
|                                          |                        |                                            | Genitori                                    |  |  | Nonni |  |  | Bisnonni              |  |  | Trisnonni                          |  |
|                                          |                        |                                            |                                             |  |  |       |  |  | Ludovico I di Baviera |  |  | Massimiliano I Giuseppe di Baviera |  |
|                                          |                        |                                            |                                             |  |  |       |  |  | Ludovico I di Baviera |  |  | Massimiliano I Giuseppe di Baviera |  |
|                                          |                        | Augusta Guglielmina d'Assia-Darmstadt      |                                             |  |  |       |  |  | Ludovico I di Baviera |  |  |                                    |  |
| Luitpold di Baviera                      |                        |                                            |                                             |  |  |       |  |  | Ludovico I di Baviera |  |  |                                    |  |
|                                          |                        | Teresa di Sassonia-Hildburghausen          | Federico di Sassonia-Altenburg              |  |  |       |  |  |                       |  |  |                                    |  |
|                                          |                        | Teresa di Sassonia-Hildburghausen          | Federico di Sassonia-Altenburg              |  |  |       |  |  |                       |  |  |                                    |  |
|                                          |                        | Teresa di Sassonia-Hildburghausen          | Carlotta di Meclemburgo-Strelitz            |  |  |       |  |  |                       |  |  |                                    |  |
| Luigi III di Baviera                     |                        | Teresa di Sassonia-Hildburghausen          |                                             |  |  |       |  |  |                       |  |  |                                    |  |
|                                          |                        | Leopoldo II di Toscana                     | Ferdinando III di Toscana                   |  |  |       |  |  |                       |  |  |                                    |  |
|                                          |                        | Leopoldo II di Toscana                     | Ferdinando III di Toscana                   |  |  |       |  |  |                       |  |  |                                    |  |
|                                          |                        | Leopoldo II di Toscana                     | Luisa Maria Amalia di Borbone-Due Sicilie   |  |  |       |  |  |                       |  |  |                                    |  |
| Augusta Ferdinanda d'Asburgo-Toscana     |                        | Leopoldo II di Toscana                     |                                             |  |  |       |  |  |                       |  |  |                                    |  |
|                                          |                        | Maria Anna Carolina di Sassonia            | Massimiliano di Sassonia                    |  |  |       |  |  |                       |  |  |                                    |  |
|                                          |                        | Maria Anna Carolina di Sassonia            | Massimiliano di Sassonia                    |  |  |       |  |  |                       |  |  |                                    |  |
|                                          |                        | Maria Anna Carolina di Sassonia            | Carolina di Borbone-Parma                   |  |  |       |  |  |                       |  |  |                                    |  |
| Elmtrude di Baviera                      |                        | Maria Anna Carolina di Sassonia            |                                             |  |  |       |  |  |                       |  |  |                                    |  |
|                                          | Francesco IV di Modena | Ferdinando d'Asburgo-Este                  |                                             |  |  |       |  |  |                       |  |  |                                    |  |
|                                          | Francesco IV di Modena | Ferdinando d'Asburgo-Este                  |                                             |  |  |       |  |  |                       |  |  |                                    |  |
|                                          | Francesco IV di Modena | Maria Beatrice d'Este                      |                                             |  |  |       |  |  |                       |  |  |                                    |  |
| Ferdinando Carlo Vittorio d'Asburgo-Este | Francesco IV di Modena |                                            |                                             |  |  |       |  |  |                       |  |  |                                    |  |
|                                          |                        | Maria Beatrice di Savoia                   | Vittorio Emanuele I di Savoia               |  |  |       |  |  |                       |  |  |                                    |  |
|                                          |                        | Maria Beatrice di Savoia                   | Vittorio Emanuele I di Savoia               |  |  |       |  |  |                       |  |  |                                    |  |
|                                          |                        | Maria Beatrice di Savoia                   | Maria Teresa d'Asburgo-Este                 |  |  |       |  |  |                       |  |  |                                    |  |
| Maria Teresa Enrichetta d'Asburgo-Este   |                        | Maria Beatrice di Savoia                   |                                             |  |  |       |  |  |                       |  |  |                                    |  |
|                                          |                        | Giuseppe Antonio Giovanni d'Asburgo-Lorena | Leopoldo II d'Asburgo-Lorena                |  |  |       |  |  |                       |  |  |                                    |  |
|                                          |                        | Giuseppe Antonio Giovanni d'Asburgo-Lorena | Leopoldo II d'Asburgo-Lorena                |  |  |       |  |  |                       |  |  |                                    |  |
|                                          |                        | Giuseppe Antonio Giovanni d'Asburgo-Lorena | Maria Luisa di Borbone-Spagna               |  |  |       |  |  |                       |  |  |                                    |  |
| Elisabetta Francesca d'Asburgo-Lorena    |                        | Giuseppe Antonio Giovanni d'Asburgo-Lorena |                                             |  |  |       |  |  |                       |  |  |                                    |  |
|                                          |                        | Maria Dorotea di Württemberg               | Ludovico Federico Alessandro di Württemberg |  |  |       |  |  |                       |  |  |                                    |  |
|                                          |                        | Maria Dorotea di Württemberg               | Ludovico Federico Alessandro di Württemberg |  |  |       |  |  |                       |  |  |                                    |  |
|                                          |                        | Maria Dorotea di Württemberg               | Enrichetta di Nassau-Weilburg               |  |  |       |  |  |                       |  |  |                                    |  |
|                                          |                        | Maria Dorotea di Württemberg               |                                             |  |  |       |  |  |                       |  |  |                                    |  |